# دوماران
دوماران (به لاتین: Dumaran) یک شهر در فیلیپین است که در پالاوان واقع شده‌است.

## خصوصیات
دوماران ۴۳۵٫۰۰ کیلومترمربع مساحت و ۲۱٬۳۹۷ نفر جمعیت دارد.